# Півострів П'ягіна
59°19′00″ пн. ш. 154°34′00″ сх. д. / 59.31666667° пн. ш. 154.5666667° сх. д.
Півострів П'ягіна (рос. полуостров Пьягина) — півострів у північній частині Охотського моря, південна межа затоки Шеліхова. На півночі в нього вдається Ямська губа, на півдні затоки Бабушкіна і Кекурна. Територія Ольського району Магаданської області Російської Федерації.
Півострів гористий із високими та урвистими берегами. З півночі до нього спускається Ямська низовина. За 17 км від його східного берега лежать Ямські острови.